# Philip van Kouwenbergh
Philip van Kouwenbergh (Amsterdam, 1671 - aldaar, 1729) was een Nederlands kunstschilder. Hij vervaardigde voornamelijk bloemstillevens. Hij was mogelijk een leerling, maar in elk geval een navolger, van Elias van den Broeck.
Philip van Kouwenbergh werd op 25 februari 1671 gedoopt in de Nieuwe Kerk in Amsterdam. In 1694 trouwde hij met Cornelia van der Mars. Het paar kreeg drie zoons. Hij was al vrij vroeg actief als schilder. Werk van hem dateert uit de periode 1694 - 1729. 
Van Kouwenbergh werd op 11 maart 1729 begraven op het Amsterdamse Noorderkerkhof.